# 李傑 (1940年)
李傑（1940年6月6日—），生於天津市，成長於臺灣屏東縣屏東市空軍眷村，中華民國海軍一級上將，曾任中華民國國防部長及參謀總長等職位。畢業自中華民國海軍軍官學校52年班，並留學於美國海军战争学院，其為中華民國海軍首位出身自潛艇部隊的上將及海軍總司令。
中華民國海軍之高階將領如林鎮夷58、高廣圻62、陳永康63、董翔龍63、李仲威64、李喜明66、蒲澤春67、黃曙光68、周美伍69、劉志斌73、李世強77皆是由李傑其提拔。
曾任中華民國海軍反潛指揮部指揮官、海軍總司令部參謀長。在擔任海軍艦隊司令部司令期間，於1996年台灣海峽飛彈危機期間表現優異，後升任海軍總司令、參謀總長、國防部部長等職位。
其在服役期間對21世紀初中華民國海軍之建設發展，在人事、戰略或軍備科技等方面皆有深遠影響力。

## 生平
1963年(52年），李傑自中華民國海軍軍官學校航輪科系畢業後，即進入海軍服役。1981年進入海軍參謀大學，1990年再前往美國海軍戰爭學院深造。
1963年至1990年，李傑任中華民國海軍海獅潛艦兵器長、中校副長。1980年代再任海獅潛艦上校艦長與太原、洛陽兩驅逐艦上校艦長。之後歷練226上校戰隊長及256少將戰隊戰隊長，對潛艦發展影響深遠，並獲登入中華民國潛艦名人榜。
美國海軍戰爭學院進修結業後，李傑回任海軍，並先後擔任海軍124艦隊少將艦隊長、海軍反潛部中將指揮官、總司令部中將副參謀長、總司令部中將參謀長、海軍艦令部司令、海軍副總司令及國防部參謀本部上將副參謀總長等重要隊職主官，並於1997年12月16日晉任海軍二級上將。
1999年2月1日，李傑接任中華民國海軍總司令，任內致力於中華民國海軍第二代軍艦成軍。
2002年2月1日，李傑晉陞海軍一級上將並接任中華民國參謀總長。
2004年5月20日，李傑接任中華民國國防部部長，並同時獲得中華民國國軍的“次高”榮譽——青天白日勳章。
2005年3月1日，李傑廢除國軍晚點名，禁唱《我愛中華》。
2007年3月，李傑遭中國國民黨開除黨籍，原因是配合執政黨民主進步黨去蔣化運動以及移除軍中蔣介石銅像一事，對此李傑表示「哪一黨執政，我就聽哪一黨的」、「反正國民黨執政想搬回來就搬回來」，而國民黨方面認為蔣介石乃是國民革命軍之父，李傑此舉可謂「破壞軍中倫理，趨炎附勢」，因此撤銷李傑黨籍。國民黨黃復興黨部主委王文燮二級上將批評李傑沒有軍人應有的風骨，「不尊重蔣公就是影響軍中倫理，若是把過去李傑所犯的錯如柔性政變等都加進來，老早就該開除他了，這次會開鍘是因為基層黨員反彈壓力太大，不得不處理。」捲入拉法葉軍購案而被判刑五年的前海軍副總司令鄭立中中將（44）亦對此表示：「李傑的作法很不妥，行為很不好，更破壞軍中傳統，無法認同這個學弟。」但李傑面對以上批評則表示將「繼續走中道，推動軍隊國家化相關工作，加上現在的工作不涉黨派立場，被撤銷黨籍正好。」
2007年5月21日，隨著內閣的更動，李傑也卸下國防部長的職務，改由總統府戰略顧問李天羽上將接任。

## 爭議事件

### 柔性政變
參謀總長李傑於2004年向行政院與總統府提交報告，稱總統府戰略顧問暨前國防部總政治作戰部主任二級上將曹文生於3月24日前來遊說，要求李傑裝病，但被李傑拒絕。
然而，前陸軍副司令劉湘濱、前李登輝辦公室主任蘇志誠與前國安會副祕書長張榮豐皆聲明曹文生是受前總統李登輝之託，前去關心李傑想要請辭的傳聞，認為李傑是為了阻止曹文生接任國防部長，捏造曹文生要他裝病的報告。

## 荣誉

### 中华民国勋章奖章
- 一等景星勋章（2007年6月5日于台北总统府颁授[6]）